# Naturschutzgebiet Lühlingsbach-Nettetal

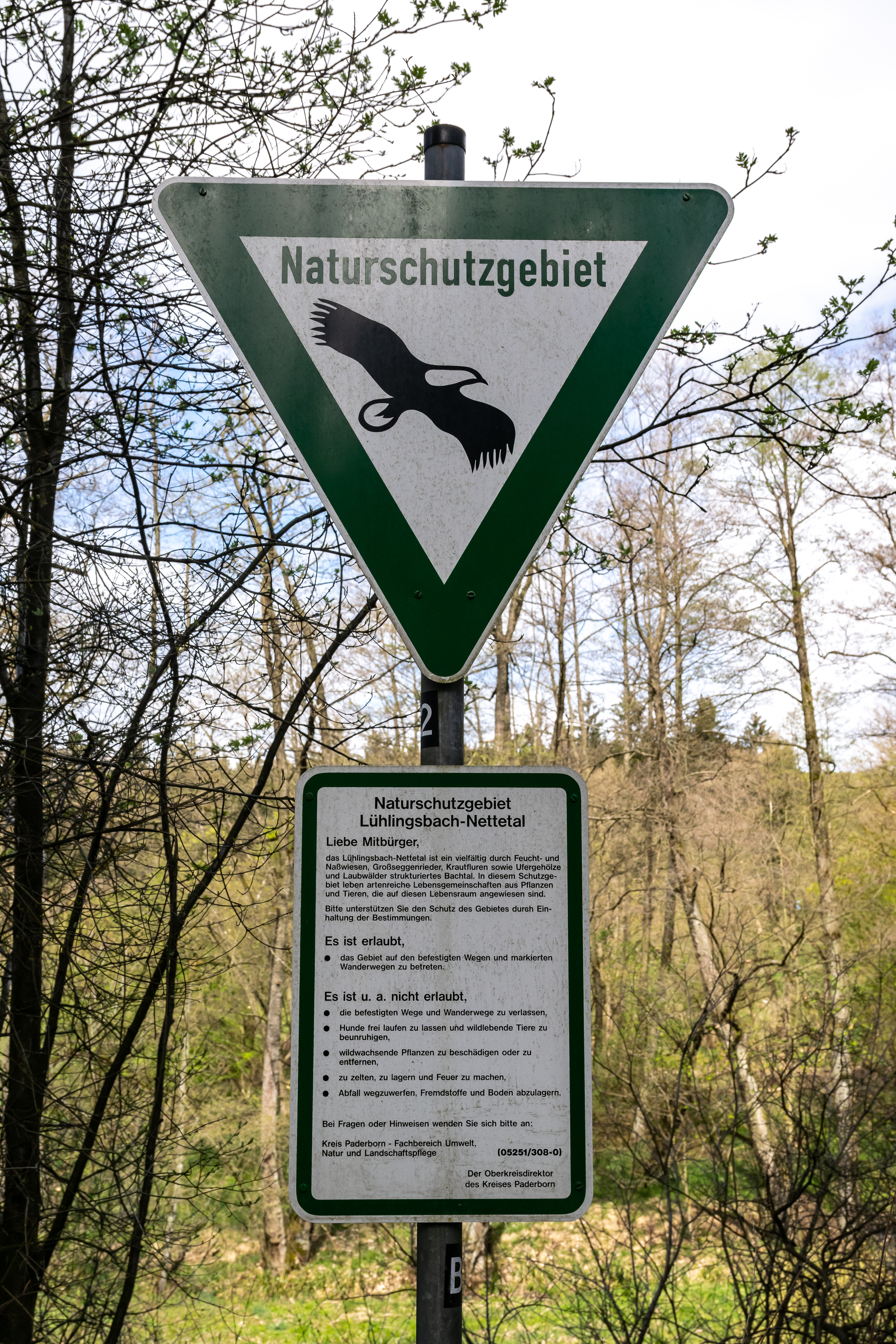
NSG-Schild

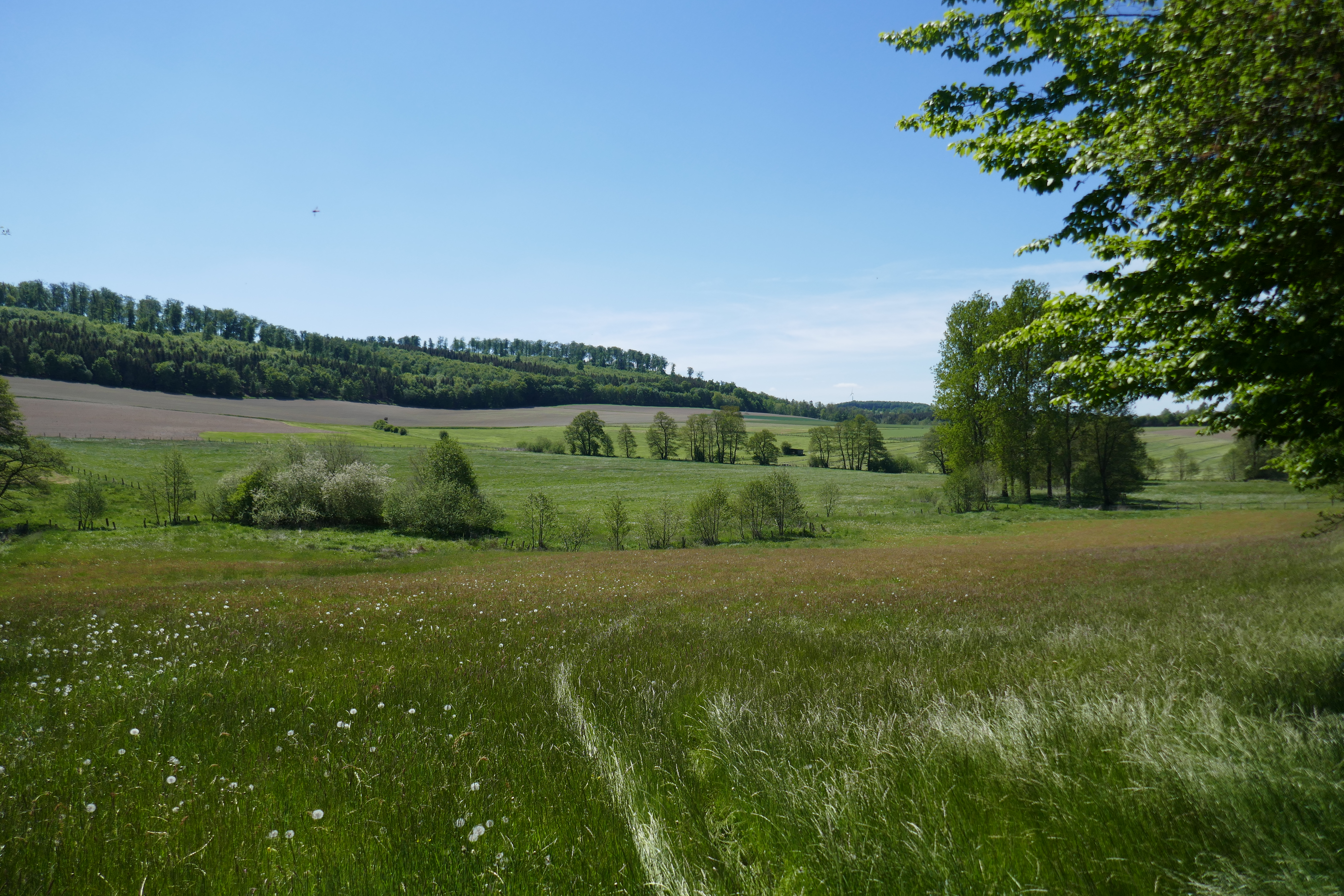
Naturschutzgebiet Lühlingsbach-Nettetal im Vordergrund

Das Naturschutzgebiet Lühlingsbach-Nettetal mit 37 ha Flächengröße liegt im Stadtgebiet von Bad Wünnenberg im Kreis Paderborn. Das Naturschutzgebiet (NSG) wurde 1996 vom Kreistag mit dem Landschaftsplan Büren-Wünnenberg ausgewiesen. Das Gebiet ist seit 2004 auch als FFH-Gebiet Leiberger Wald (DE 4517-303) geschützt. Direkt westlich grenzt im Stadtgebiet Brilon bzw. im Hochsauerlandkreis das Naturschutzgebiet Lühlingsbachtal an. Östlich grenzt das NSG Leiberger Wald an. Das NSG gehört seit 2023 zum Vogelschutzgebiet Diemel- und Hoppecketal mit angrenzenden Wäldern.

## Gebietsbeschreibung
Das NSG liegt nördlich und nordwestlich von Bleiwäsche. Es beginnt nahe der Landstraße 959. Die Bundesstraße 480 zerschneidet das NSG in zwei Teilflächen.
Beim NSG handelt es sich um den Lauf des Lühlingsbaches im Kreis Paderborn mit der Flussaue. Noch innerhalb des NSG mündet der Lühlingsbach in den Fluss Nette. Das Gebiet wird als Grünland mit Wiesen- und Weideflächen genutzt oder ist brach gefallen. Im NSG gibt es Feucht- und Nassgrünland, Ufergehölze und Baumreihen. Auch Großseggenrieder und Krautfluren sind zu finden. Mäander strukturierten die Bäche. Auch kleinere Bereiche mit Laub- und Fichtenwald liegen im NSG.
Im NSG kommen seltene Tier- und Pflanzenarten vor. Die Ausweisung erfolgte auch wegen Arten FFH- oder Vogelschutzrichtlinie wie Groppe, Schwarzstorch und Rotmilan.